# 叶舌蜂属
叶舌蜂属（学名：Hylaeus）是分舌花蜂科的一属昆虫。

## 下属物种
本属包括以下物种：